# Quintanilla Polledo
Quintanilla Polledo es un despoblado perteneciente al municipio de Las Rozas de Valdearroyo, en Cantabria (España). Se trata de una pequeña aldea que se encuentra en la parte occidental de la península de La Lastra. Dista 80 km de Santander y 21 de la capital municipal, Las Rozas de Valdearroyo. Está a 850 metros de altitud.
Esta pequeña aldea quedó totalmente aislada de su municipio tras la construcción del embalse del Ebro, y actualmente solo se puede acceder a ella a través del municipio de Campoo de Yuso, pasando por la localidad de Bustamante. Según los últimos registros oficiales, correspondientes al año 2015, no hay habitantes empadronados en esta localidad, por lo que se considera despoblada.
En este lugar se ubica el Centro de Educación Ambiental de la península de La Lastra, que abrió en 2003 y cerró en 2005.